# 雷恩阿塔兰忒科技城
雷恩阿塔兰忒（法語：Rennes Atalante）是位于法国伊勒-维莱讷省雷恩的一个科技城。 
雷恩阿塔兰忒科技城由雷恩都会区（Rennes Métropole）于1984年创立，其宗旨是通过创新为经济发展做出贡献。 
科技城主要由地方当局资助：雷恩都会区、伊勒-维莱讷省议会（le Conseil départemental d’Ille-et-Vilaine）、布列塔尼大区议会（le Conseil régional de Bretagne）、圣马洛公共社区（Saint-Malo Agglomération）、圣马洛-富热尔商会（la CCI Saint-Malo Fougères）和富热尔公共社区（Fougères Communauté），亦有企业资助。科技城拥有近300名成员，其中包括伊勒-维莱讷省80％的科技公司和12％的高校与研究机构。 
科技城的名字来自希腊神话中的女英雄阿塔兰忒。 